# María del Pilar Acedo y Sarriá
María del Pilar de Acedo y Sarria (Tolosa, 10 de marzo de 1784-castillo de Carresse, Bearn, Francia, 27 de febrero de 1869),  III condesa de Echauz, V condesa del Vado, marquesa consorte de Montehermoso  fue una aristócrata española del siglo XIX, íntima del rey José Bonaparte. Fue una de las personas más relevantes de España durante el reinado de José I, por su íntima relación con el rey. Aunque en el siglo XX se empezó a usar Sarriá, en forma aguda por el apellido homónimo de Cataluña, su apellido era llano, Sarria, por la localidad de ese nombre de Zuya (Álava). En la partida de nacimiento figura como: Mª Pilar Josefa Luisa Antonia Ramona Vizenta Patricia Gabriela Azedo Sarria.

## Reseña biográfica
María del Pilar de Acedo y Sarria, condesa del Vado y condesa de Echauz por herencia, y marquesa de Montehermoso por matrimonio, fue una aristócrata guipuzcoana nacida en Tolosa el 10 de marzo de 1784, que se casó en 1800 con el alavés Ortuño María de Aguirre-Zuazo Corral, VI.º marqués de Montehermoso.
Durante la Guerra de la Independencia, Napoleón Bonaparte nombró rey de España a su hermano, José Bonaparte. El 22 de septiembre de 1808 José I llegó a Vitoria, donde se hospedó en el Palacio de Montehermoso.
El nuevo rey se instaló temporalmente en Vitoria, convirtiendo a la marquesa de Montehermoso en su amante, con la complacencia del marqués, a quien José I nombró gentilhombre de Cámara y grande de España, y le compró el Palacio de Montehermoso.
En noviembre de 1808 el rey y los marqueses de Montehermoso partieron para Madrid, donde la marquesa se convirtió en la favorita del rey. Su esposo falleció en Francia en 1811. 
La marquesa y José I abandonaron definitivamente España la víspera de la batalla de Vitoria (21 de junio de 1813), en dirección a Francia, donde se instaló la marquesa hasta su muerte.
Falleció en Carresse (Béarn), Francia, el 27 de febrero de 1869.

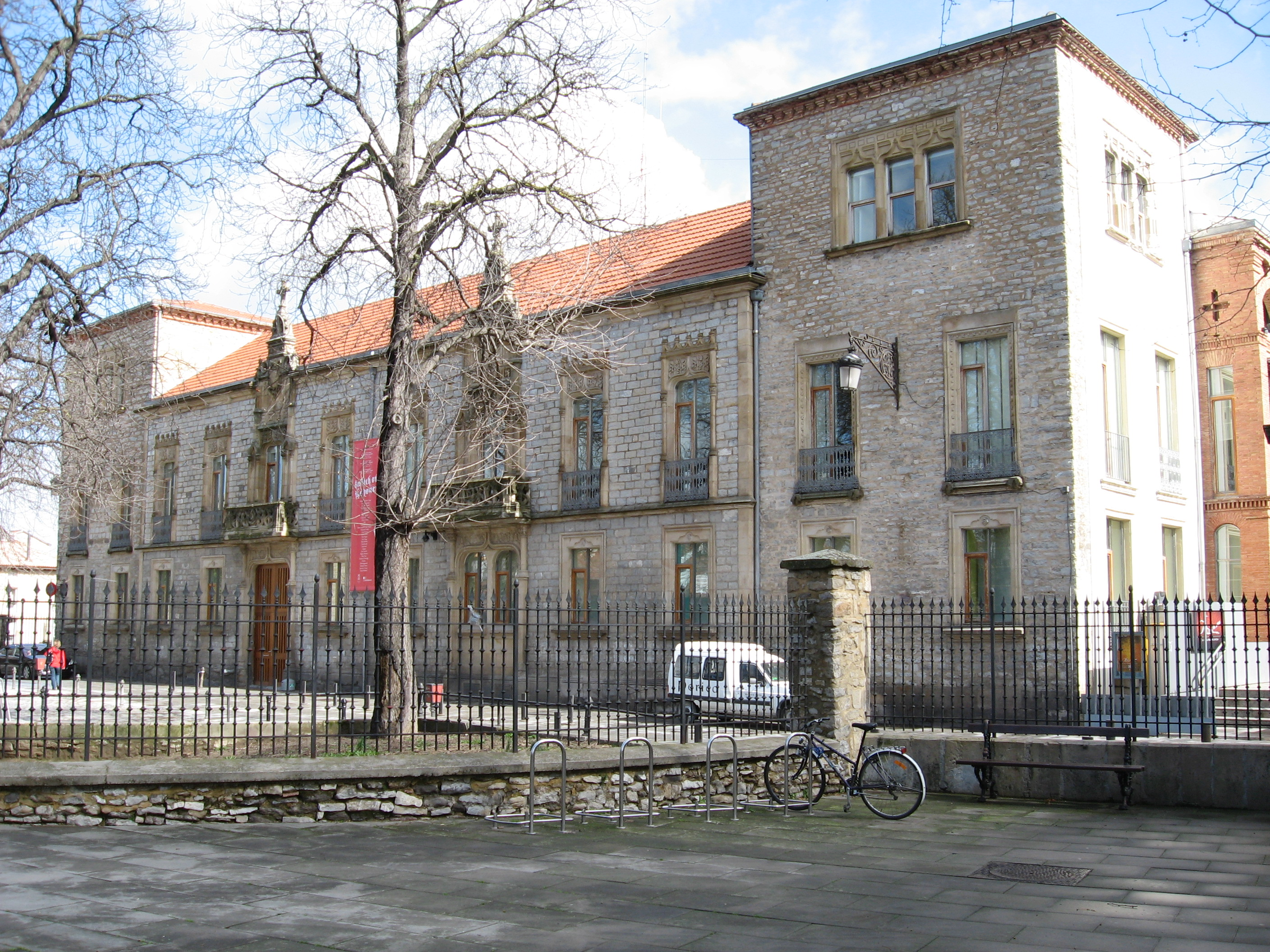
Palacio de Montehermoso en Vitoria.

### Infancia
La marquesa de Montehermoso nació en Tolosa, hija de José María Manuel Acedo y Atodo, II conde de Echauz y Luisa de Sarria y Villafañe, IV condesa del Vado; tenía una hermana menor, María Manuela. Fue educada entre Vitoria y Aranjuez, donde compartió preceptores, juegos y confidencias con otra afrancesada, Teresa Cabarrús.
A la muerte de sus padres heredó el condado de Echauz como III condesa, así como el palacio familiar en Tolosa, al que estaban adscritos los mayorazgos de Acedo, de Riocavado, de Során y de Doipa, así como otros derechos y posesiones en La Rioja, Burgos y Vitoria. Con el fallecimiento de su tía materna María Fausta Sarria, heredó el condado del Vado, como V condesa, y los mayorazgos de Sarria y Villafañe en León, y el señorío de Erenchun, con la Torre-Fuerte de Ascarza, en Álava.
Su padre, su abuelo, su marido y su suegro, así como muchos otros de sus familiares más cercanos fueron miembros activos de la Real Sociedad Bascongada de Amigos del País, lo que le dio la oportunidad de educarse en un ambiente liberal e ilustrado. Su suegro fue el segundo presidente de la entidad, tras la muerte del conde de Peñaflorida, y su marido sucedió en el cargo a su padre tras su fallecimiento.

### Matrimonio y descendencia
María Pilar se casó a los dieciséis años en la Iglesia de San Vicente Mártir (Vitoria), el 11 de mayo de 1800, con Ortuño de Aguirre y del Corral, VI marqués de Montehermoso, quien desde 1797 ejercía el puesto de maestre de campo, comisario y diputado General de Álava. El mismo año de su boda heredó el marido diversos mayorazgos en Álava  y el Condado de Treviana, del que fue X titular. 
En 1801 nació su única hija, María Nieves Amalia, posteriormente III duquesa de Castro-Terreño, IV condesa de Echauz, etc.

### Personalidad
La marquesa era una persona de gran belleza, culta, que hablaba francés e italiano, escribía versos, pintaba miniaturas y tocaba la guitarra. En el palacio se reunían tertulias de ilustrados que dirigía ella misma o el marqués, persona liberal, anticlerical y contrario a la Inquisición.
Franz Friedrich Steinmetz, de origen alemán, y teniente coronel del 4.º batallón de artillería del ejército francés, llegó a Vitoria a finales de 1808, y se quedó prendado de la belleza y virtudes de la marquesa, de quien dice: «No es grande, pero es una mujer muy bella, y es muy alegre y tiene mucha inteligencia. Habla muy bien francés, inglés e italiano. Es una gran música y toca tan bien el piano como jamás he oído tocarlo tan perfectamente a una mujer, con tanta rapidez, prontitud, expresión, y buen gusto tal, que no se podría esperar más ni de un virtuoso. También sabe cantar muy bien. He sido un visitante asiduo de su casa y puedo decir que he obtenido un gran placer de la compañía de esa tan hermosa mujer en todos los sentidos».
Louis Stanislas de Girardin, marqués de Girardin, en sus Memorias, dice de la marquesa, en 1808, lo siguiente: «Era una mujer que sin estar en la primera juventud todavía era extremadamente agradable; elegante, bien formada, hablaba perfectamente italiano y francés, cantaba agradablemente, tañía la guitarra, recitaba poemas en todas las lenguas y pintaba retratos en miniatura con gran destreza. A todos estos talentos, ella añadía el conocimiento del mundo y un espíritu coqueto».

## Relación con José I
En octubre de 1807 las tropas de Napoleón entraron en España con el fin de preparar supuestamente la campaña de Portugal al amparo del Tratado de Fontainebleau, en el que se había acordado repartir Portugal entre Francia y España por haber ignorado las órdenes francesas de cerrar todos los puertos europeos a la flota británica. El Motín de Aranjuez, que tuvo lugar el 17 y 18 de marzo de 1808, apartó del poder a Manuel Godoy, primer ministro de Carlos IV, y favorito de la reina María Luisa de Parma. El rey Carlos IV pidió ayuda a Napoleón quien, en una reunión celebrada en Bayona, le obligó a abdicar a favor de su hermano José Bonaparte. Las tropas francesas se apoderaron del país, y el 2 de mayo estalló en Madrid un movimiento popular que inició la Guerra de la Independencia.
En octubre de 1807 los primeros efectivos franceses habían establecido en Vitoria una guarnición de seis mil hombres al mando del conde de Verdier, acuartelamiento que suponía solapadamente una ocupación militar.
El 22 de septiembre de 1808 José I Bonaparte llegó a Vitoria y decidió establecer su Corte temporalmente en la ciudad, donde ya existía una importante guarnición militar francesa, ya que consideraba poco seguro Madrid, pues se había producido el 19 de julio la derrota francesa en la batalla de Bailén. Eligió como residencia el palacio de Montehermoso, recién restaurado. El inmueble disponía de una estupenda biblioteca y un hermoso jardín, algo extraordinario en la España de aquella época, según testimonio de diplomáticos franceses. Vitoria fue, durante unos meses, la residencia de la corte del rey José I. 
Wilhelm von Humboldt dejó constancia de la importancia de la biblioteca del palacio de Montehermoso, que acogía en sus estantes una gran cantidad de obras, entre las que se hallaban todas las de la Ilustración. Refiere Humboldt que en sus estantes encontró «el Diccionario de Música de Rousseau con el título oculto: así se persigue lo más inocente si lleva ese apellido».
José I tuvo inicialmente relaciones con la niñera de los marqueses de Montehermoso. Se dice que la marquesa comentó «que le extrañaba que no hubiese escogido una persona de más alto rango». Por ello José I invitó a comer a sus anfitriones, y se enamoró de la marquesa, a la que convirtió en su amante, sin que aparentemente el marqués pusiera ningún reparo. Ortuño Aguirre fue uno de los primeros afrancesados, al que José I hizo grande de España y gentilhombre de cámara, y asimismo le condecoró como caballero de la Orden de España, institución que acababa de fundar.
Aguirre vendió su palacio al rey José por 300 000 reales, una enorme cantidad para la época. «¿Os parece mucho?», le preguntó José I a un cortesano de confianza, su primer caballerizo, el conde Girardin. «No los vale, ni con la marquesa dentro», respondió este. Su impertinencia le costó el puesto, el rey le expulsó de España y convirtió el palacio de Montehermoso en su palacio real en Vitoria.

### Estancia en Madrid
El 9 de noviembre se marchó Bonaparte hacia Madrid, llevando en su séquito a los marqueses de Montehermoso, quienes a partir de entonces vivieron en el Palacio Real. El marqués se convirtió en persona de confianza del rey, y el 15 de octubre de 1809 viajó a la frontera francesa para recibir al emperador Napoleón Bonaparte. 
Los amores de la marquesa corrían en coplillas por Madrid (“La Montehermoso / tiene un tintero / donde moja su pluma / José Primero”).
Posteriormente los marqueses se alojan en el palacio Masserano, donde la marquesa coincide con la mujer e hijos del general Hugo, quien aprovechando sus actividades militares, convive con su amante, mientras su familia se queda en Madrid. Entre los pequeños Hugo, se encuentra el que luego sería famoso novelista y poeta Víctor Hugo y su hermano Abel, quien dejó constancia por escrito de su estancia madrileña en la revista Deux Mondes. El joven Víctor Hugo y la pequeña Amalia, hija de los marqueses, pasaron juntos largas horas de las que el escritor dejó huella en sus escritos.
Es también en estos años en los que Goya inmortalizará a la niña Amalia en su cuadro La marquesa de Montehermoso.

### Fallecimiento del esposo de la marquesa
El 4 de mayo de 1811 volvió José I a Vitoria de viaje hacia París para asistir al bautizo del hijo de Napoleón, en compañía de los marqueses. La marquesa se quedó en Vitoria, mientras que su esposo acompañó al rey José a París, donde falleció el 8 de junio de 1811.

### Estancias en Vitoria
José I se quedó a la vuelta en Vitoria desde el 20 de junio al 5 de julio, y retornó luego a Madrid. 
En marzo de 1813, ante el temor de que el ejército aliado ocupase Madrid, José I abandonó la Corte. El rey francés llegó a Vitoria el 19 de junio con sus servidores, incluida la marquesa, ya viuda. 
En Vitoria tuvo lugar la última batalla importante de la Guerra de la Independencia, el día 21, en la que las tropas francesas fueron derrotadas por un ejército aliado integrado por soldados ingleses, portugueses y españoles, y comandado por lord Wellington. José y su séquito, incluida la marquesa, abandonaron la ciudad camino de Francia.

### Instalación en Francia
María del Pilar Acedo residió a partir de esa fecha en Francia, primero en la estación termal de Barèges, en los Bajos Pirineos, donde formó una pequeña corte. Más tarde, concluida su relación con José Bonaparte, se volvió a casar en 1818 (según otros, en agosto de 1816, en París), con el oficial francés Jacques (luego Aimédée) Joseph Caraben (luego de Carabène), roturier, nacido en Aviñón (6-IV-1785), al servicio sucesivo de Napoleón y de José Bonaparte y restringido a media pensión por el Gobierno de Luis XVIII, sospechoso de su nueva lealtad a los Borbones. Aimédée Carabène y su nueva esposa se instalaron en el castillo de Carresse, situado en la región de Bearn, cerca de Orthez, y destruido a comienzos del siglo XX por un incendio. 
En Carresse la marquesa vivió como condesa de Echauz, al haber recuperado el uso de su título familiar, pues el título ostentado por matrimonio le fue retirado por la Justicia de Vitoria y concedido a su hija Amalia. Según algunas fuentes, instauró en Carresse una especie de sanidad pública, pues cada mes costeaba la factura del médico y del farmacéutico del pueblo a las personas que no podían costearse los tratamientos necesarios. También financió la construcción de una escuela y realizó mejoras en el pueblo, con total discreción y deseando que no constasen sus donaciones.
En Carresse, María del Pilar Acedo, ahora condesa, acogió a Joaquín Ignacio de Mencos y Manso de Zúñiga, conde de Guenduláin, perseguido en 1841 por el general Espartero. En su castillo de Carresse también recibirá a personajes de la vida pública española en el exilio como el pintor Francisco de Goya o Godoy.

### Fallecimiento
La marquesa murió en febrero de 1869, heredando su hija Amalia sus títulos y propiedades.
En 1817 Amalia, duquesa de Castro-Terreño, condesa de Echauz y Triviana, marquesa de Montehermoso, se había casado en Vitoria con José María de Ezpeleta, conde de Ezpeleta, hijo del virrey de Navarra, partidario de Fernando VII.

## Reconocimientos
- En 2022, el Ayuntamiento de Vitoria puso su nombre a los Jardines del Conservatorio: “Jardines María Pilar de Acedo y Sarriá, marquesa de Montehermoso”.[6]